# Gabinet Simons

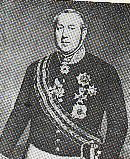
Charles-Mathias Simons, Primer ministre de Luxemburg entre 1853 i 1860.

El Gabinet Simons va formar el govern de Luxemburg des del 23 de setembre de 1853 al 26 de setembre de 1860.

## Organització del gabinet
En un principi solament constava de tres membres del Govern, als quals es van afegir dos més el 23 de setembre 1854.
Es va reorganitzar el 24 de juny de 1856, i novament el 2 de juny de 1857, quan Paul de Scherff va ser posat a càrrec dels ferrocarrils, i Guillaume-Mathias Augustin es va fer càrrec de la seva cartera d'Obres Públiques.
El 29 de novembre 1857 n'hi va haver una tercera reorganització, i una quarta el 12 de novembre de 1858. Del 23 juny a 15 juliol 1859 Charles-Mathias Simons i Jean Ulveling van ser els únics membres del govern, i després d'això Édouard Thilges es va afegir novament.

## Composició
- Charles-Mathias Simons: President del consell de govern, Administrador general d'Afers Exteriors
- François-Xavier Wurth: Administrador general de Justícia
- Vendelin Jurion: Administrador general de l'Interior

A partir de 23 de setembre 1854, a més a més: 
- Emmanuel Servais: Administrador general d'Hisenda
- Édouard Thilges: Administrador general d'Assumptes Comunals

### 24 de juny de 1856 a 2 de juny de 1857
- Charles-Mathias Simons: President del consell de govern, Administrador general d'Afers Exteriors
- François-Xavier Wurth: Administrador general de l'Interior
- Emmanuel Servais: Administrador general d'Hisenda
- Charles-Gérard Eyschen: Administrador general de Justícia
- Paul de Scherff: Administrador general d'Obres Públiques

### 2 de juny al 29 de novembre de 1857
- Charles-Mathias Simons: President del consell de govern, Administrador general d'Afers Exteriors
- François-Xavier Wurth: Administrador general de l'Interior
- Emmanuel Servais: Administrador general d'Hisenda
- Charles-Gérard Eyschen: Administrador general de Justícia
- Paul de Scherff: Administrador general de Ferrocarrils
- Guillaume-Mathias Augustin: Administrador general d'Obres Públiques

### 29 de novembre de 1857 a 12 de novembre de 1858
- Charles-Mathias Simons: President del consell de govern, Administrador general d'Afers Exteriors
- François-Xavier Wurth: Administrador general de l'Interior
- Guillaume-Mathias Augustin:Administrador general de Justícia i d'Hisenda
- Paul de Scherff: Administrador general de Ferrocarrils

### 12 de novembre de 1858 a 23 de juny de 1859
- Mathias Simons: President del consell de govern, Administrador general d'Afers Exteriors
- Guillaume-Mathias Augustin: Administrador general de Justícia i d'Hisenda
- Jean Ulveling: Administrador general de l'Interior

### 23 de juny de 1859 a 15 de juliol de 1859
- Charles-Mathias Simons: President del consell de govern, Administrador general d'Afers Exteriors i provisionalment de Justícia i Obres Públiques
- Jean Ulveling: Administrador general de l'Interior i provisionalment d'Hisenda

### 15 de juliol de 1859 a 26 de setembre de 1860
- Charles-Mathias Simons: President del consell de govern, Administrador general d'Afers Exteriors
- Jean Ulveling: Administrador general d'Hisenda
- Édouard Thilges: Administrador general de l'Interior i Justícia

## Política
Durant el temps que fou cap de govern va revisar la constitució que el Gran Duc havia impulsat en contra els desitjos del parlament, ja que retallava els seus poders, i imposava el Consell d'Estatal com a mecanisme de control en el parlament ja debilitat. Aquest període també va veure l'obertura de la primera línia de ferrocarril de Luxemburg -4 d'octubre de 1859- i la fundació dels primers bancs, el Banque Internationale à Luxemburg i el Banque et Caisse d'Épargne de l'État.